# 이윤준
이윤준 (1988년 7월 16일 ~ )은 대한민국의 종합격투기 선수로 대한민국의 종합격투기 단체 로드 FC의 전 밴텀급 챔피언이다.